# 프렌즈 (2012년 드라마)
《프렌즈》(폴란드어: Przyjaciółki 프르지야치우우키[*])는 2012년부터 현재까지 방영된 폴란드의 텔레비전 드라마이다.